# Männer sind zum Lieben da
Männer sind zum Lieben da (alternativ: Atlantis – Ein Sommermärchen) ist eine Komödie von Eckhart Schmidt aus dem Jahr 1970.

## Inhalt
Eine Frauengruppe aus einer Welt ohne Männer taucht plötzlich an einem See auf. Ihre Aufgabe ist es, Männer zu entführen, um das Nachwuchsproblem zu lösen. Dafür sollen sie die Männer beim Geschlechtsverkehr schrumpfen und in einem Koffer in ihre Heimatwelt bringen. Nur der schüchternen Atlantis gelingt es nicht, mit einem Mann ins Bett zu kommen.

## Produktion
Der Film wurde in schwarz-weiß produziert und in München und Umgebung gedreht. Die Uraufführung fand am 3. April 1970 ebenfalls in München statt. Der Film wurde ursprünglich von Paramount Pictures vertrieben.
Der Film wird bei der Berlinale 2025 in der Kategorie „Retrospektive“ gezeigt.

## Rezeption
Der Filmdienst schreibt: „Unausgegorene Mischung aus Erwachsenenmärchen und Popkomödie; ein nur mäßig amüsanter Versuch, die modischen Sexmechanismen jener Jahre zu persiflieren, mit einem massiven Aufgebot von schauspielerischen Dilettanten.“
Hans Schifferle schreibt für Artechock: „Der Film ist ein Science-Fiction-Märchen, als Weekend-Film gedreht. [...] Ein sinnlich-verspielter Film über den Geschlechterkampf, eine Parodie auch über Aufklärungsfilme und Sex-Wahn. [...] Atlantis – ein Sommermärchen ist Kino pur, eine kleine Phantasie, ganz nah am Leben. Ein Film voll Ambition und Leichtigkeit, ein mythischer München-Film.“